# Ерфурт
Е́рфурт (нім. Erfurt) — місто в центрально-східній частині Німеччини (на теренах колишньої НДР), столиця землі Тюрингія з населенням 214 969 особа (станом на 31 грудня 2021). Найбільше місто поблизу географічного центру Німеччини, розташоване за 100 км від Лейпцига 150 км на північ від Нюрнберга та 180 км на південний схід від Ганновера. Ерфурт — резиденція римо-католицького єпископа. Місто лежить у південній частині тюринзького басейну, у межах широкої долини річки Ґера, притоки Унструта. На півдні місто оточує горбистий ліс Штіґервальд.

## Історія
Ерфурт згадується вперше у 742 році під назвою Ерфесфурт. У посланні майнцький архієпископ Боніфаціус (Святий Боніфатій) звертається до Папи Римського з проханням створити тут єпископство.

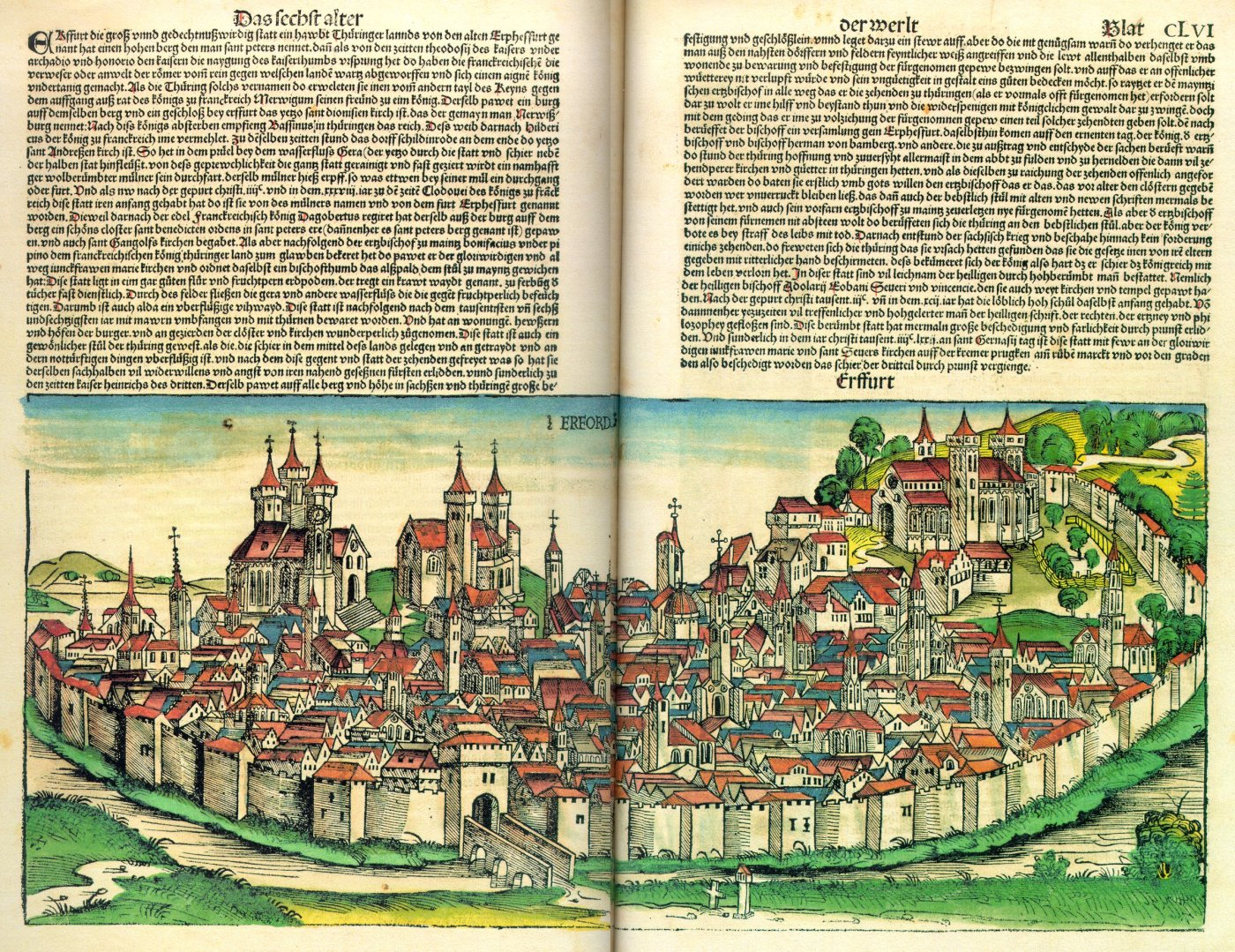
Ерфурт, Всесвітня (Нюрнберзька) хроніка Гартмана Шеделя, 1493

Місто було важливим торговим осередком протягом середньовіччя поблизу броду через річку Ґера. Разом з містами Гота, Теннштедт, Арнштадт та Лангезальца, Ерфурт був центром німецької торгівлі вайдою (барвником синього кольору).

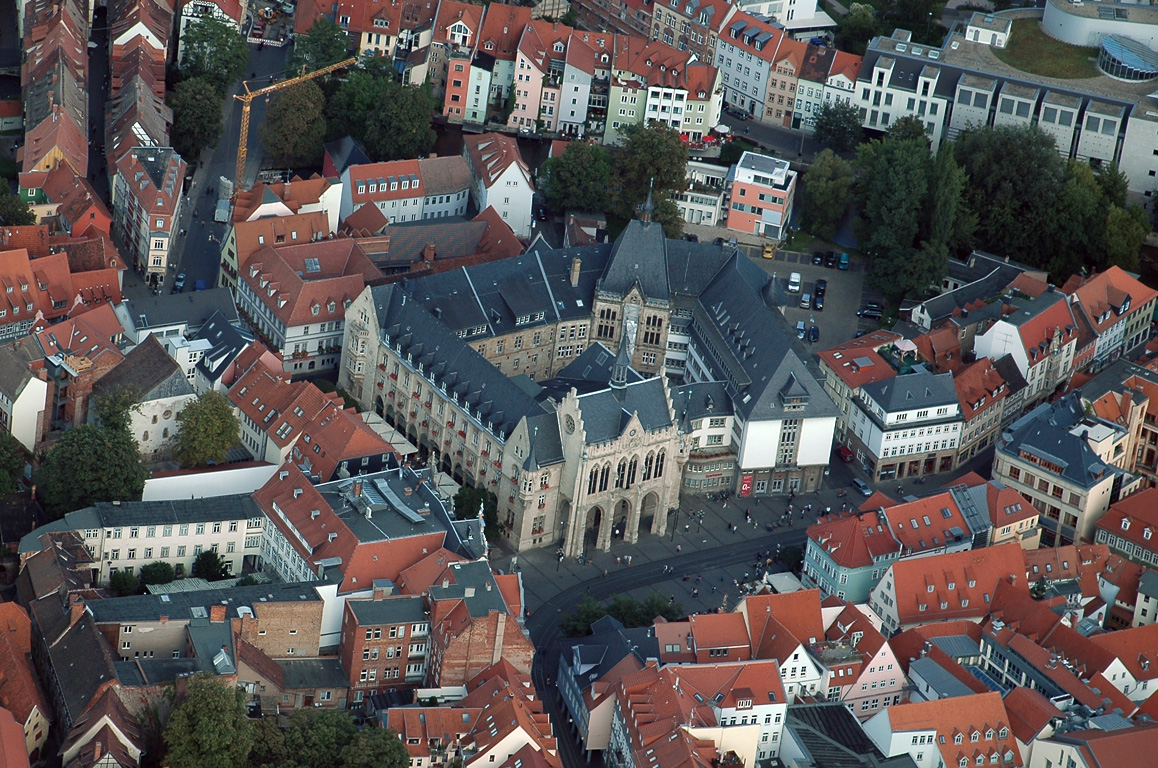
Міська ратуша та стара частина Ерфурта

У 1349 році в часи погромів після Чорної чуми євреї міста були оточені й понад 100 з них було убито. Збереглася середньовічна синагога. У 1392 заснований Ерфуртський університет, де вчився Мартін Лютер.
Ерфурт став частиною королівства Пруссії у 1802 році, тимчасово входив до першої французької імперії у 1806 р. як Князівство Ерфурта, будучи у 1815 знову поверненим Пруссії після Наполеонівських воєн. Хоча Ерфурт був оточений Тюринзькою територією із заходу, півдня й сходу, місто залишалося частиною прусської провінції Саксонія аж до 1944 року. Ерфурт був центром невдалого Ерфуртського союзу німецьких держав у 1850 р.
Під час бомбардування, як ціль нафтової кампанії протягом Другої світової війни, Ерфурт зазнав лише невеликих пошкоджень і 12 квітня 1945 року був зайнятий підрозділами третьої американської армії Паттона. 3 липня американці залишили місто та Ерфурт став зоною радянської окупації, увійшовши до НДР. У місті проживає багато недавніх вихідців із колишнього СРСР — зокрема російськомовні євреї.

## Визначні пам'ятки та люди

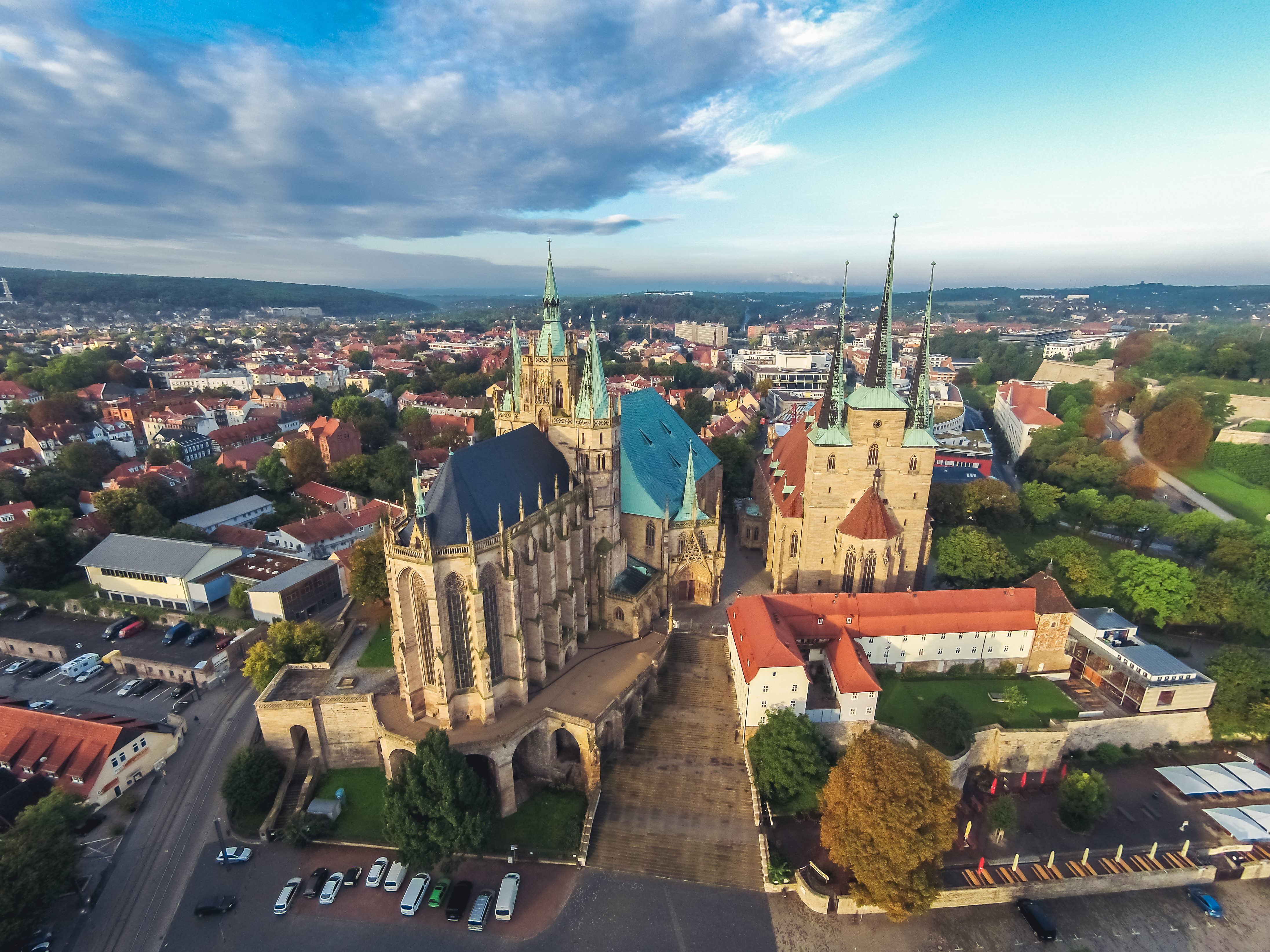
Ерфуртський собор і Зеверікірхе

Середньовічний центр міста зберігся недоторканим. Воно відоме двома соборами: кафедральним (Маріендом) та Зеверікірхе, які розташовані поруч і є емблемою міста; а також Петрівською фортецею (цитадель Петерсберґ — нім. Petersberg) та зоопарком. Тут народилися соціолог Макс Вебер та католицький містик Майстер Екгарт.
Інша примітне місце — Кремербрюке, міст, що перетинає вузьку річку Гера. На мосту розташовуються 32 житлових будинки. Він був побудований в 1325 році з церквою на кожному передмостовому зміцненні, одна з яких, Егиденкирхе (церква св. Егідія), діє й по сьогодні. Августінерклостер — старий монастир августинського ордену. Мартін Лютер навчався в університеті та жив у монастирі протягом кількох років після 1505 року.

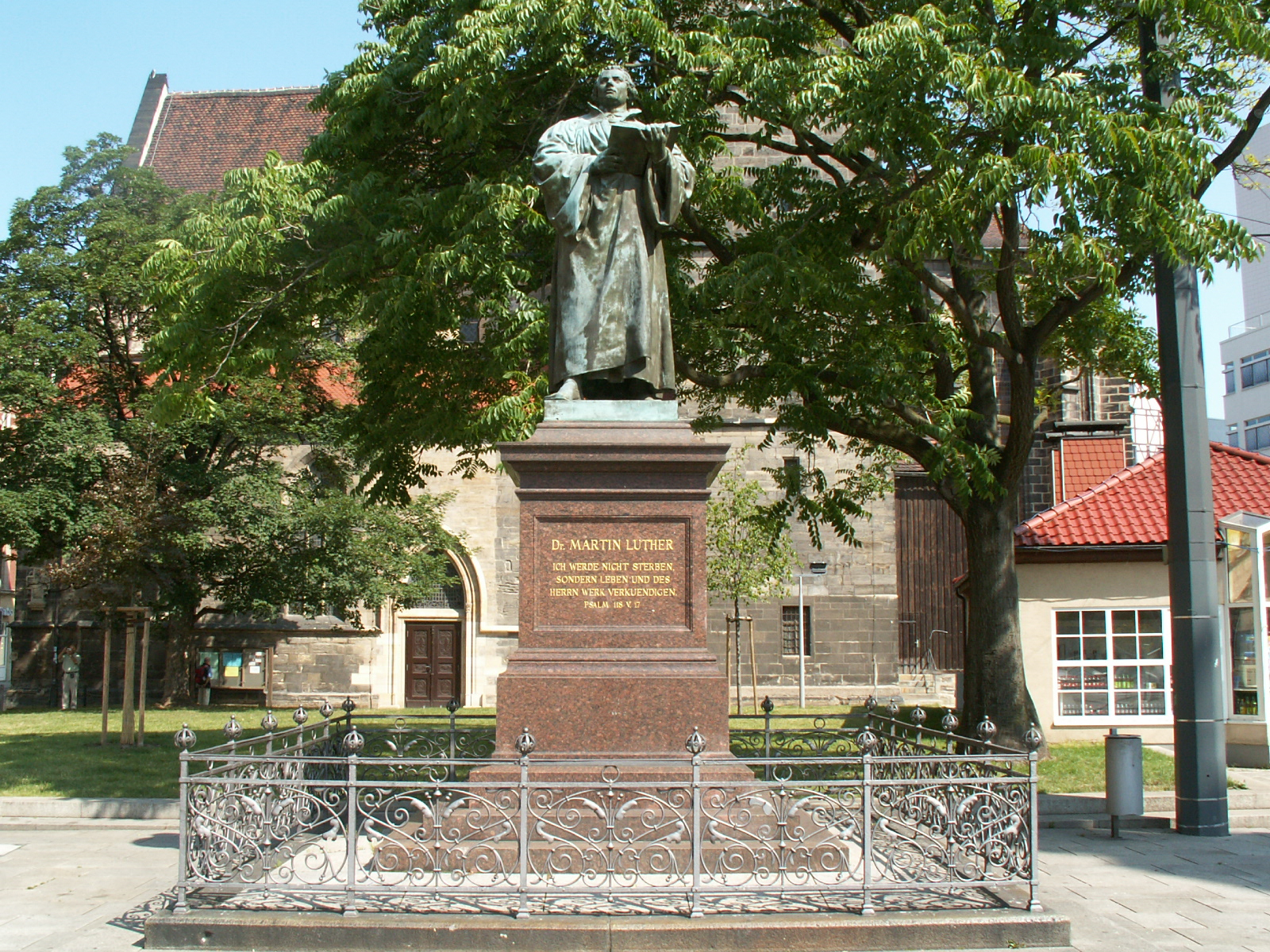
Пам'ятник Мартіну Лютеру
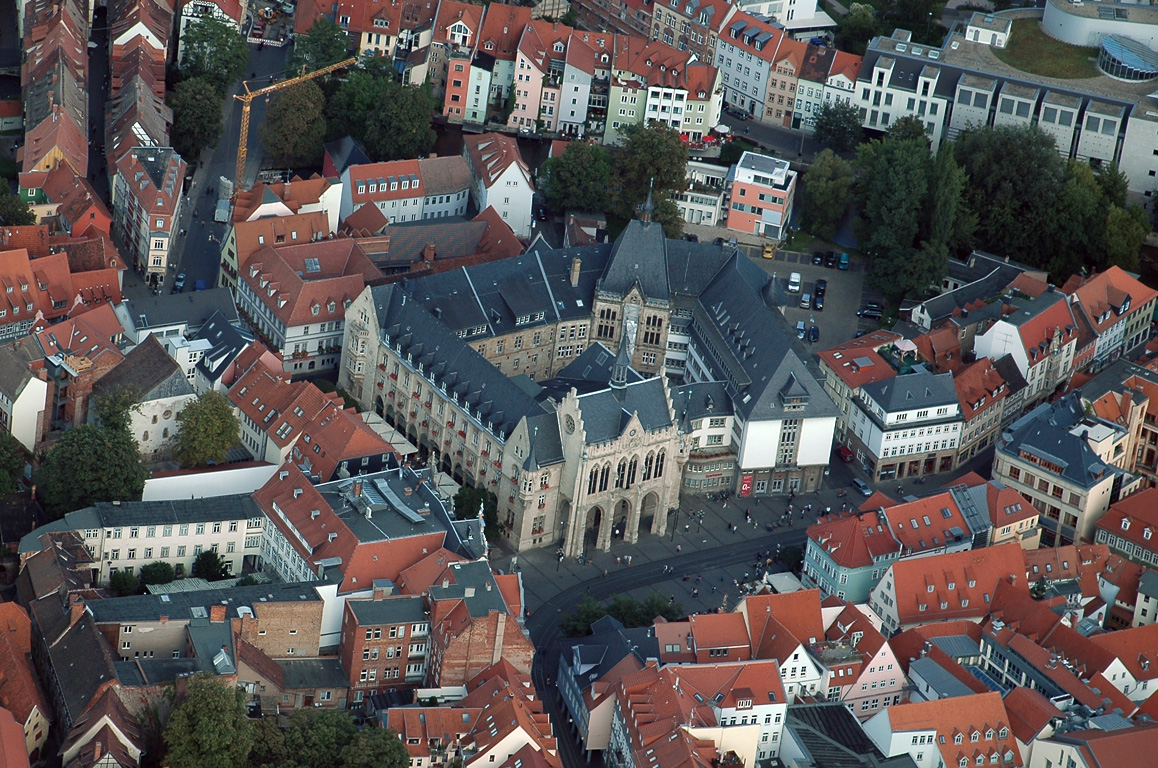
Аерофотознімок ратуші
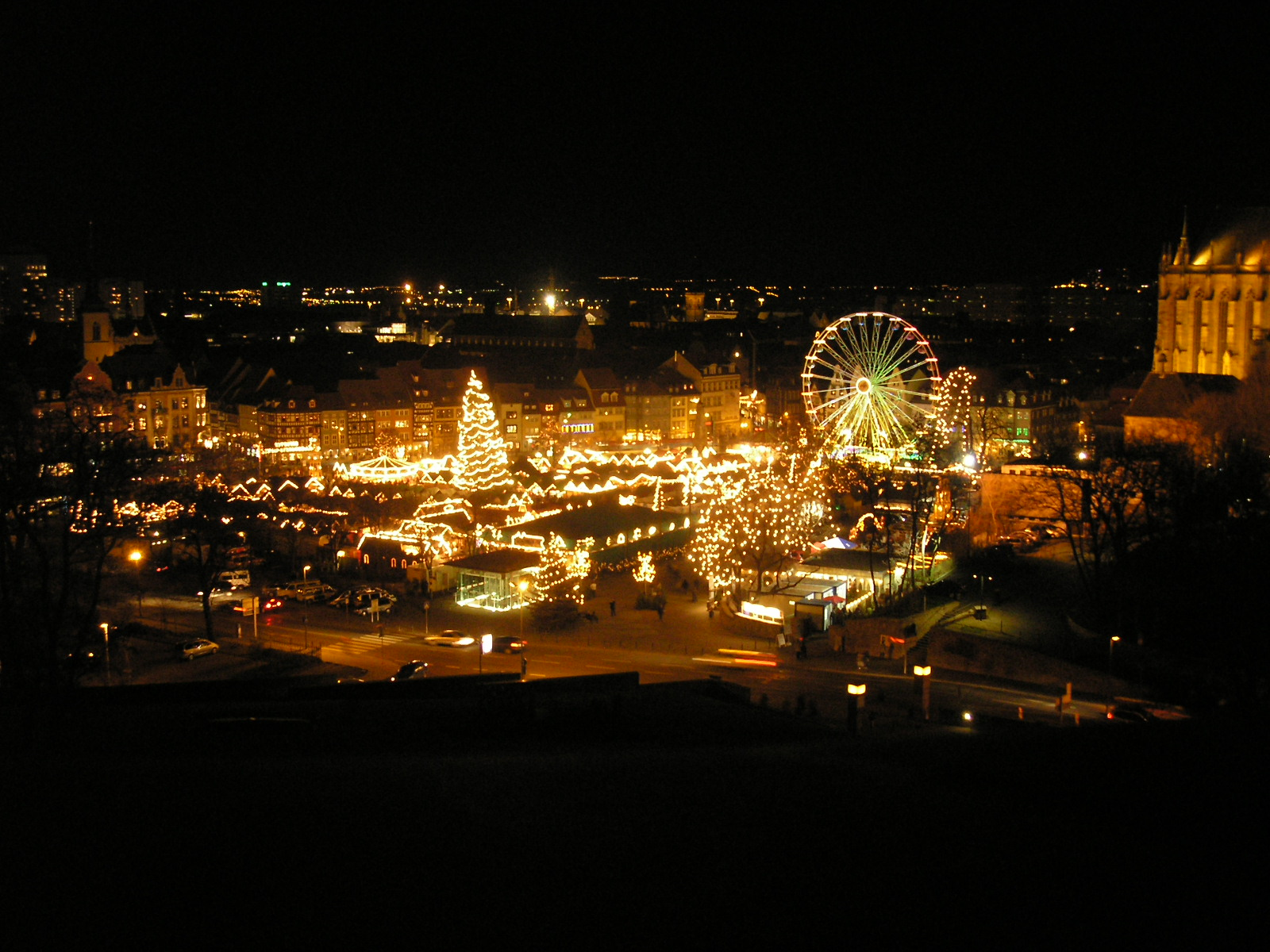
Різдвяний ярмарок
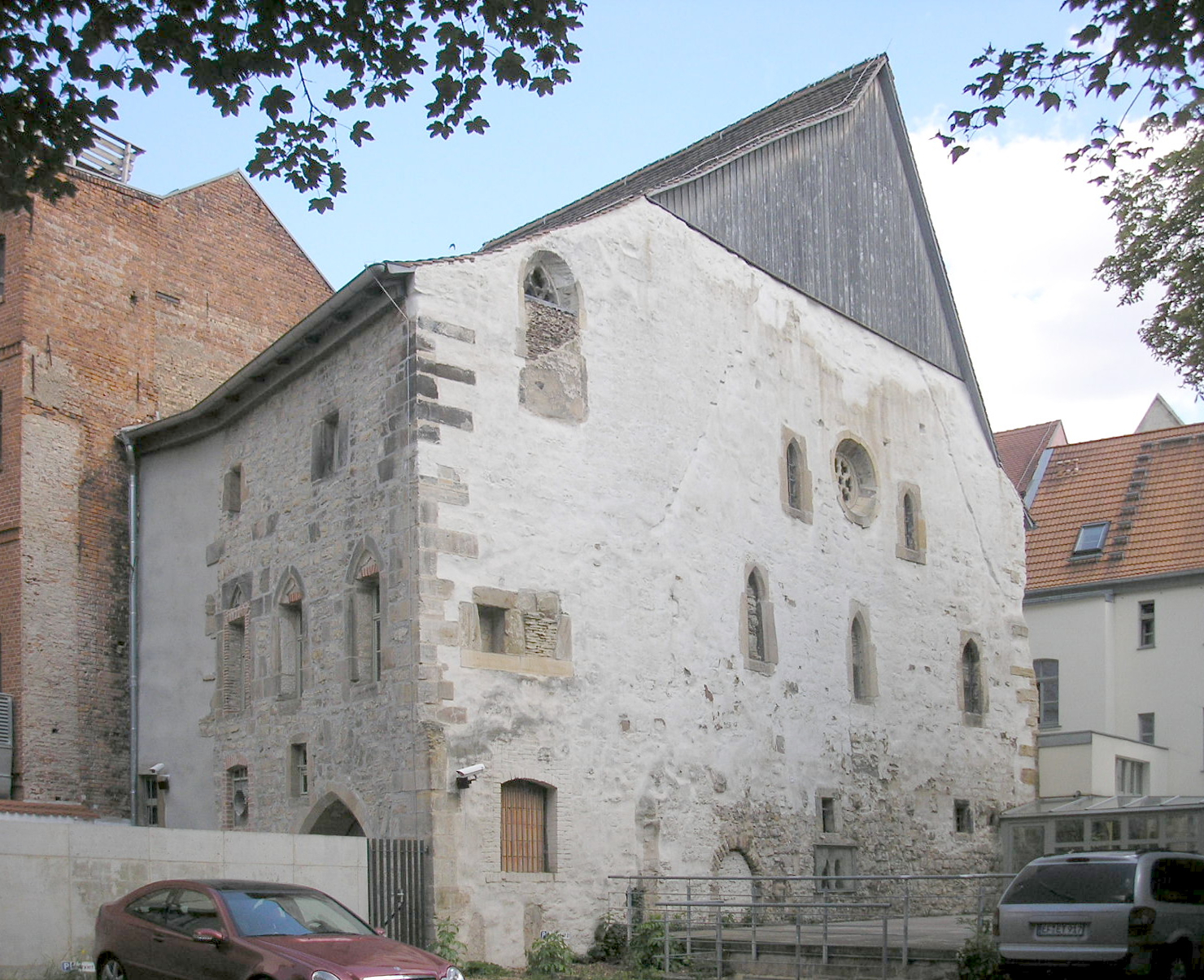
Стара синагога
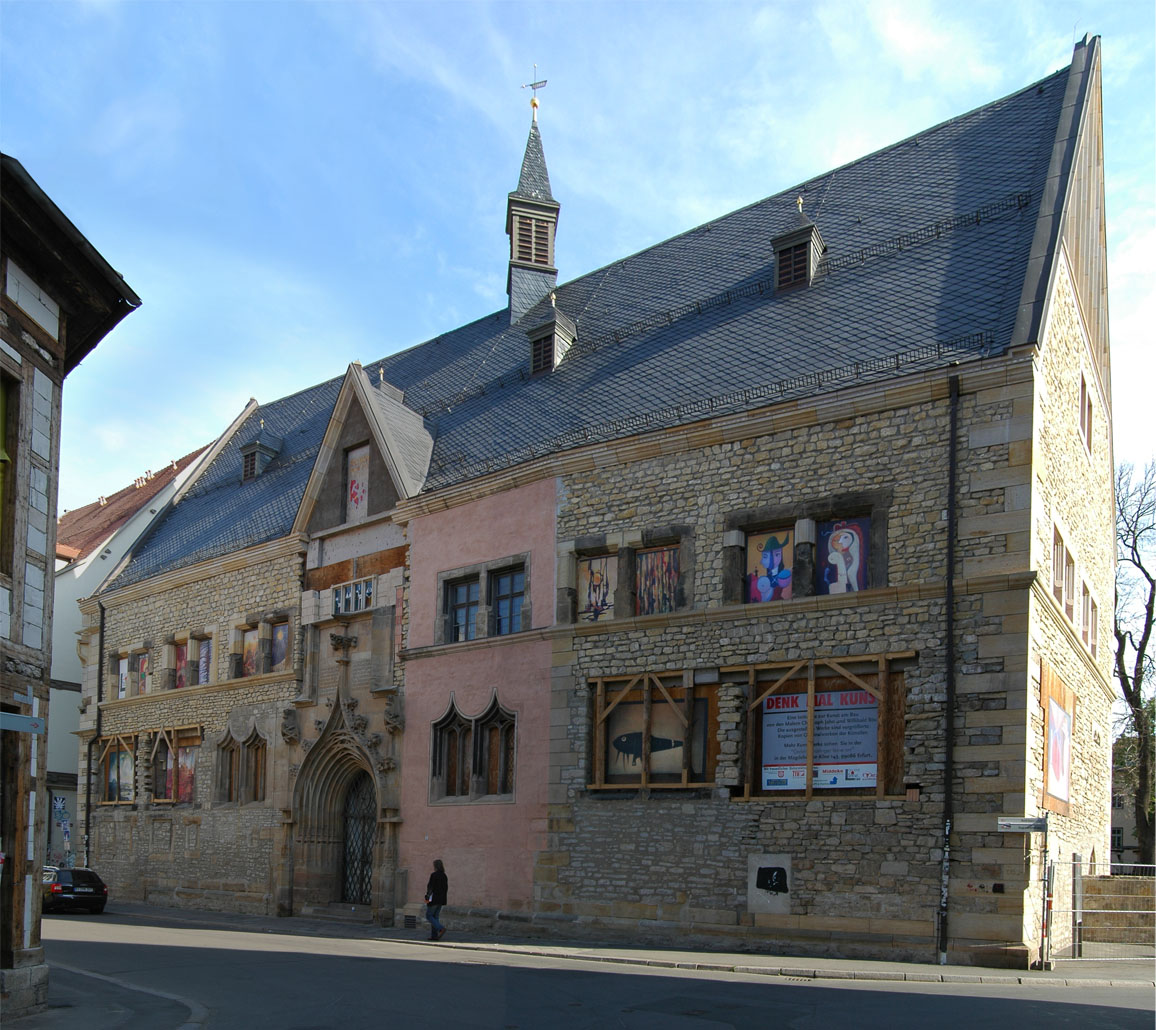
Старий університет (1392)
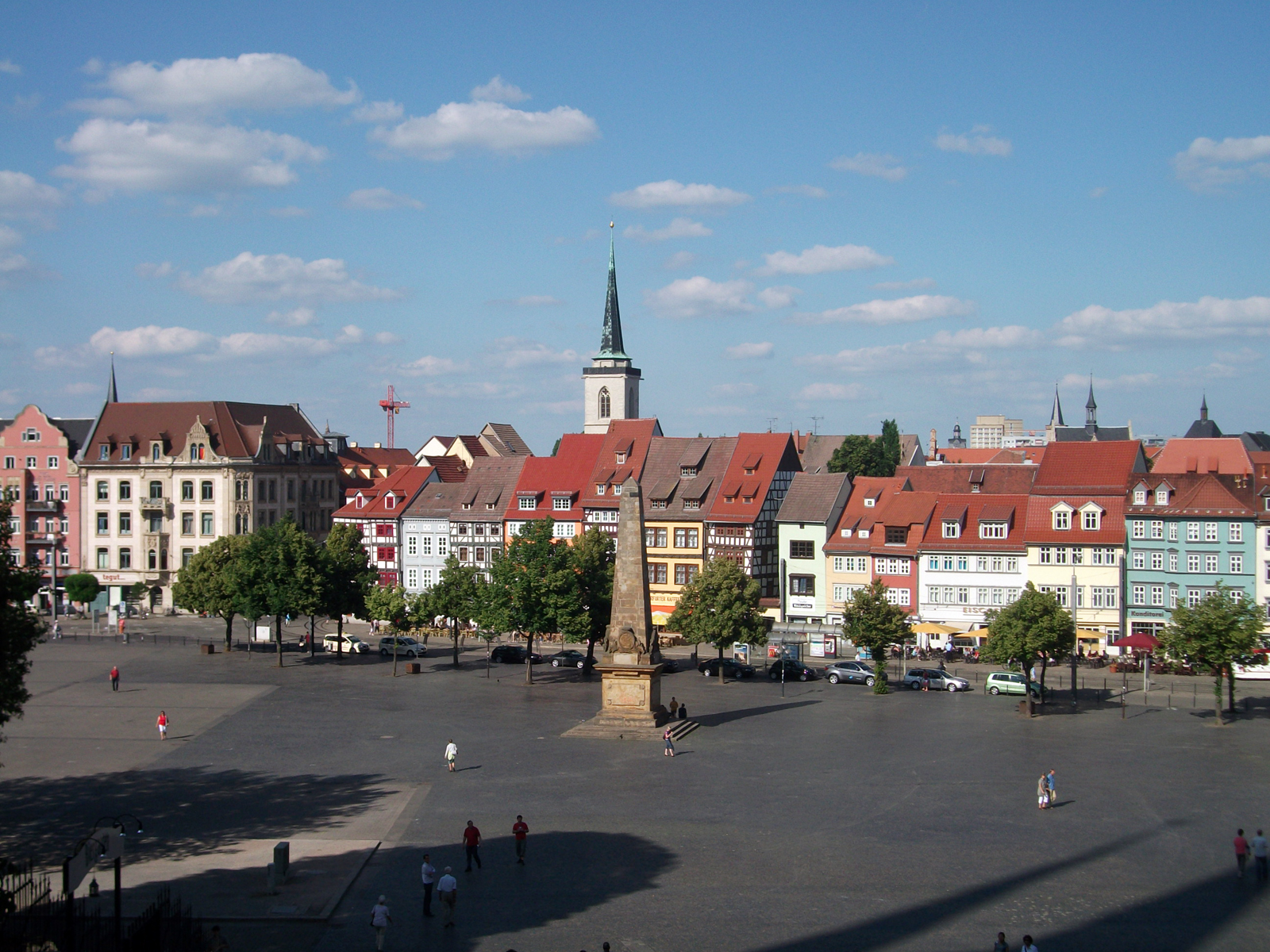
Соборна площа
Вхід у Цитадель Петерсберґ
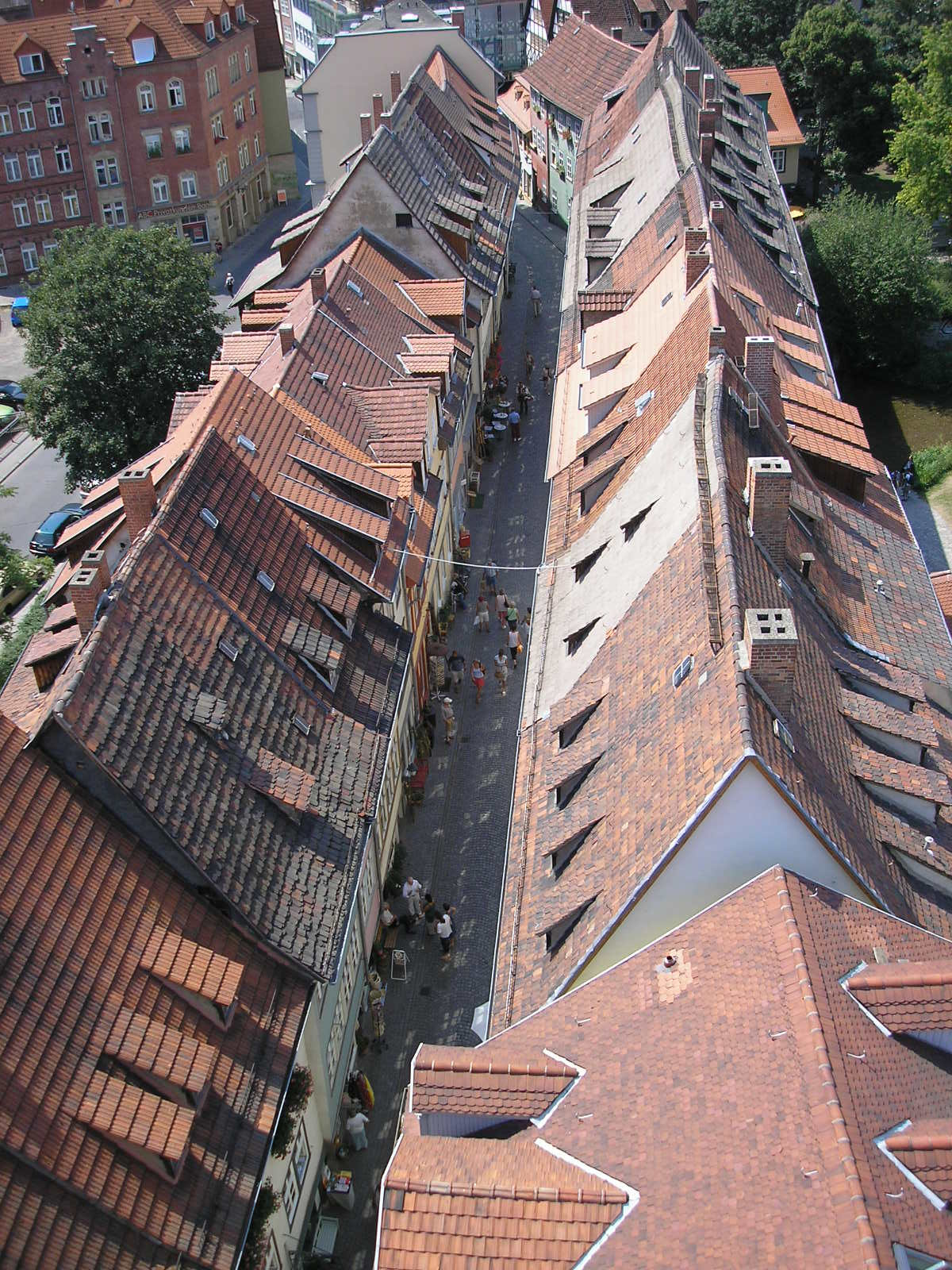
Кремербрюке з висоти
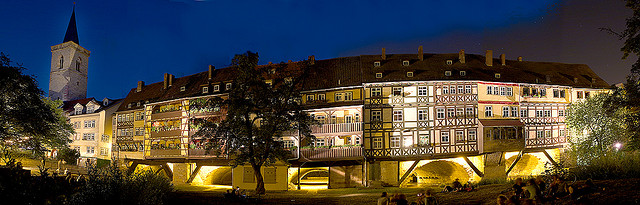
Кремербрюке в ночі